# Jorge Álvarez Máynez
Jorge Álvarez Máynez (Zacatecas, Zacatecas; 8 de julio de 1985) es un internacionalista y político mexicano, quien funge como coordinador nacional del partido Movimiento Ciudadano desde el 5 de diciembre de 2024. Fue candidato a la presidencia de México en las elecciones federales de 2024.

## Biografía
Jorge Álvarez Máynez nació el 8 de julio de 1985 en la ciudad mexicana de Zacatecas. Hijo de Felipe Álvarez Calderón y de Gabriela Máynez. Su padre fue fundador del Partido Comunista en Zacatecas y presidente municipal de Guadalupe (Zacatecas) de 2001 a 2004.
Tras realizar estudios en el Instituto Tecnológico y de Estudios Superiores de Occidente (ITESO; 2003-2006), obtuvo la licenciatura en relaciones internacionales. Luego, estudió la maestría en administración pública y políticas públicas, en el Instituto Tecnológico y de Estudios Superiores de Monterrey (ITESM), de 2006 a 2008. En 2010 concluyó la maestría en estudios internacionales en la misma institución. De 2017 a 2019, estudió la maestría en derecho constitucional y derechos humanos en el Centro de Estudios Jurídicos Carbonell.

### Vida privada
En 2015 se casó con la actriz Karina Gidi, de quién se divorció al año siguiente. Tuvo a su primer hijo en agosto de 2018 y su segunda hija en agosto de 2023.

## Trayectoria política

### Primeros cargos públicos
Inició su trayectoria política como militante del Partido de la Revolución Democrática (PRD) en 2003. De 2004 a 2007 fue regidor del ayuntamiento del municipio de Zacatecas, durante el mandato de Gerardo de Jesús Félix Domínguez como presidente municipal. Y de 2007 a 2010 fue regidor en el ayuntamiento del municipio de Guadalupe, durante el mandato de Samuel Herrera Chávez como presidente municipal.
En las elecciones estatales de Zacatecas de 2010 fue postulado por el partido Nueva Alianza (PANAL) como diputado del Congreso del Estado de Zacatecas, con el respaldo de la coalición «Primero Zacatecas», junto al Partido Revolucionario Institucional (PRI) y el Partido Verde Ecologista de México (PVEM). Fue electo para representar al distrito 5 del estado, con cabecera en Guadalupe, en la LX Legislatura del congreso del estado del 7 de septiembre de 2010 al 6 de septiembre de 2013. Dentro del congreso se incorporó a la bancada del Partido Revolucionario Institucional. Fue presidente de la comisión de fortalecimiento municipal y secretario de la comisión de cultura.
En 2013 se unió al partido Movimiento Ciudadano (MC). De 2013 a 2018 fue secretario de organización y acción política nacional de ese partido. Y de 2014 a 2018 fue integrante de la comisión operativa nacional del mismo partido.

### Diputado federal
En las elecciones federales de 2015 fue postulado como diputado federal de representación proporcional por Movimiento Ciudadano. Fue integrante de la LXIII Legislatura del Congreso de la Unión del 1 de septiembre de 2015 al 31 de agosto de 2018. Dentro del congreso fue secretario de la comisión de cultura y cinematografía, y de la comisión de educación pública y servicios educativos. En noviembre de 2018 fue nombrado secretario general de acuerdos del partido Movimiento Ciudadano, bajo el mandato de Dante Delgado como Coordinador nacional del partido.
En las elecciones federales de 2021 volvió a ser postulado por su partido como diputado federal de representación proporcional. Fue integrante de la LXV Legislatura del Congreso de la Unión desde el 1 de septiembre de 2021. Dentro del congreso es coordinador de la bancada del partido Movimiento Ciudadano. También es secretario de la comisión de economía social y fomento del cooperativismo y de la comisión de zonas metropolitanas.
En junio de 2022 viajó junto a otros tres diputados a Ucrania por invitación del congreso de ese país para mostrarle su apoyo ante la invasión rusa. La visita de Máynez fue criticada como «turismo de guerra» debido a su actitud durante el viaje. Igualmente se le cuestionó que priorizara la atención a la guerra en Ucrania por encima de la violencia existente en el estado de Zacatecas. En respuesta, el grupo de diputados afirmó que el viaje había sido pagado por ellos y no a través de fondos públicos. Y Álvarez Máynez señaló que también trabajaba en legislación sobre temas de seguridad en México.

### Candidato presidencial
El 19 de noviembre de 2023 se incorporó a la precampaña presidencial del gobernador de Nuevo León, Samuel García, como coordinador de campaña. En diciembre, Samuel García declinó a su candidatura a consecuencia de la crisis política en Nuevo León.
El 9 de enero de 2024, Movimiento Ciudadano seleccionó a Jorge Álvarez Máynez como su candidato presidencial para las elecciones de 2024, al día siguiente se hizo oficial su registro.
El 22 de mayo del 2024, Álvarez Máynez se presentó en el cierre de campaña de Lorenia Canavati, candidata a la alcaldía de San Pedro Garza García, cuando un fuerte viento provocó el colapso del templete donde se realizaba el mitin, 213 personas resultaron heridas y 10 fallecieron. El candidato presidencial, que se encontraba en el templete al momento del colapso, logró ponerse a salvo y resultó ileso.
En las elecciones, Jorge Álvarez Máynez quedó en tercer lugar con el 10.32 % de los votos, siendo el resultado más alto de la historia de Movimiento Ciudadano.